# Allen Woodring
Allen Woodring (15 de febrero de 1898 - 15 de noviembre de 1982) fue un atleta estadounidense campeón de la prueba de 200 metros lisos en los Juegos Olímpicos de Amberes 1920.
Poco se sabe sobre Woodring, quien originalmente no calificó para la Olimpiada de 1920, quedando en quinto lugar en las pruebas en Estados Unidos. De cualquier manera, se le dio la oportunidad de competir en lugar del corredor en cuarta posición. 
A pesar de haber competido con tenis prestados, fue ganador del primer lugar en la competencia contra el favorito Charlie Paddock, quien ya había ganado la competencia de 100 metros.